# Jesse James Hollywood

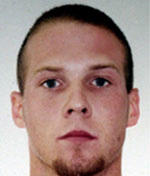
Jesse James Hollywood

Jesse James Hollywood (Los Angeles, 28 de janeiro de 1980) é um ex-traficante de drogas estadunidense e um ex-fugitivo do FBI que cumpre prisão perpétua. 
Ele foi indiciado pelo seqüestro e assassinato de Nicholas Markowitz. Ryan Hoyt, comparsa de Jesse James Hollywood, foi preso sob a acusação de ter assassinado Markowitz em 17 de Agosto de 2000. Hoyt confessou dever dinheiro a Hollywood e por isto, foi encarregado por Jesse James de matar Markowitz como uma forma de pagamento da dívida dele de 1.200 dólares. Hoyt foi condenado a homicídio de primeiro grau e foi sentenciado a morte. Ele atualmente está no corredor da morte na prisão estadual de San Quentin, na Califórnia.
A venda de drogas de Hollywood fez com que ele adquirisse uma pequena fortuna que o permitiu comprar um propriedade avaliada em 200 mil dólares no sul da Califórnia e numerosos carros esportivos.
Ele foi um dos bandidos mais jovens a figurar na lista de mais procurados do FBI, em 12 de Junho de 2004. Antes de ser capturado Hollywood apareceu novamente nesta lista em 12 de Março e 2 de Abril de 2005. Hollywood estava escondido no Brasil onde havia engravidado Marcia Reis, no que acreditava que estaria livre pelas leis nacionais de ser extraditado de volta para os Estados Unidos, porém ele estava enganado. Posteriormente foi encontrado morando em Saquarema, cidade do estado do Rio de Janeiro, no Brasil. Autoridades americanas trabalharam junto com agentes brasileiros e descobriram que Hollywood iria encontrar com um prima em um shopping center. Ele foi preso por agentes da Interpol em Saquarema no dia 8 de Março de 2005 e deportado para os Estados Unidos dois dias depois. 
Em Julho de 2005 Marcia deu à luz o filho de Hollywood, John Paul James Hollywood Reis,que vive atualmente na cidade de Itaboraí,na região metropolitana do estado do Rio De Janeiro 
Em 2006 foi interpretado pelo jovem ator  Emile Hirsch no filme Alpha Dog, com participação de Bruce Willis, Sharon Stone e Justin Timberlake.
Em julho de 2009, Jesse James Hollywood foi condenado a pena de prisão perpétua sem direito à condicional.